# Marek Kręcielewski
Marek Kręcielewski (ur. 22 lipca 1985 w Warszawie) – polski judoka.
Zawodnik sekcji Judo Warszawskiego Klubu Sportowego "Gwardia", trener Sławomir Smater. Od 2003 członek reprezentacji narodowej Judo juniorów, następnie młodzieżowców i seniorów.
Reprezentant Polski na Letniej Uniwersjadzie 2007 w Bangkoku i Mistrzostwach Świata Seniorów w Rio de Janeiro. Wielokrotny medalista mistrzostw Polski.
Brązowy medalista Mistrzostw Świata Seniorów w Ju-jitsu 2010 w Sankt – Petersburgu.
Absolwent warszawskiej AWF.

## Najważniejsze osiągnięcia
- Drużynowe Mistrzostwa Europy Seniorów 2007: 5. miejsce
- Mistrzostwa Polski Juniorów 2003: 1. miejsce
- Mistrzostwa Polski Młodzieżowców 2006: 1. miejsce
- Mistrzostwa Polski Seniorów: 2008, 2011, 2015: 1. miejsce,      2006, 2007, 2013: 2. miejsce,      2009, 2014: 3. miejsce
- The New York Open 2006: 2. miejsce, 2007: 3. miejsce, 2008: 1. miejsce
- Slovenia Open 2007: 1. miejsce, Egypt Open 2007: 2. miejsce
- Swedish Open 2008: 3. miejsce, Finnish Open 2008: 3. miejsce
- Mistrzostwa Świata Seniorów w Ju-Jitsu 2010: 3. miejsce
- Puchar Polski Seniorów 2007, 2008, 2009, 2010, 2011, 2013: 1. miejsce